# Господарь
Господа́рь (болг. господа́р, серб. gospódar, укр. госпо́дар, бел. гаспадар) — титул правителей Великого княжества Литовского, Северо-Восточной Руси, Молдавии, Валахии, Зеты и Черногории, а также титул Великого Новгорода (как политического образования).
Титул появился одновременно в западнорусском и сербском дипломатических языках в XIV веке как калька с латинского dominus (хозяин, господин). В Русском царстве в начале XVII века слово было вытеснено предположительно производным от него «государем».

## Этимология слова
Слово господарь/осподарь — праславянского происхождения. Его значение на всех славянских языках — «хозяин, владелец»: русское господарь, болгарское господа́р, сербохорватское госпо́дар, словенское gospodár, чешское hospodář, польское gospodarz, белорусское гаспадар, украинское господар. В русском языке праславянское слово с первоначальным значением использовалось повсеместно: слово господарь фигурирует и в знаменитой новгородской берестяной грамоте № 247 XI века. 
Современным данным лингвистики противоречит выдвинутая филологами А. А. Шахматовым и Р. О. Якобсоном гипотеза о чешском происхождении русского слова (из-за отсутствия в памятниках начальной буквы г).

## История
В значении титула слово известно только по письменным памятникам сербского и древнерусского языков. Название титула возникло как калька с латинского dominus (хозяин, господин) в среде дипломатии правителей Галицкой Руси и Зетского княжества в XIV веке в зоне контактов латинского языка. При этом на основе имеющихся данных невозможно установить, в каком именно месте — на побережье Адриатического моря или в западной Руси первоначально возник этот титул, и кем он впоследствии был заимствован.
Титул «господарь» на Балканах был впервые зафиксирован в начале XIV века применительно к сербским правителям в документах с Дубровником. В частности, это относится к зетской династии Балшичей. Известна более поздняя печать зетского правителя Ивана Черноевича 1458 года с надписью «Иван Црноевич госпо́дар Зетски». Черногорский король Никола I сохранял титул господаря до 1918 года.
Тогда же в XIV веке титул «господарь» появляется в грамотах Великого княжества Литовского, куда он проник из Галицкой Руси. В этот период титул закрепляется за польским королём Казимиром III. Позже в грамоте 1378 года господарем, в том числе и Русской земли, титулуется князь Владислав Опольский.
Термин hospodar, начиная с XIV века, использовался в деловых документах Валашского и Молдавского княжеств. При этом в Валахии он использовался только в качестве обращения и происходил из сербского языка. А в Молдавии он был заимствован из западнорусского языка и использовался в качестве титула.
В славянских источниках XV—XIX веков молдавские и валашские правители наряду с титулом воеводы назывались господарями. В румынских источниках вместо господаря использовался титул Domn (от лат. dominus). Титул господарей сохранялся ещё некоторое время после объединения Молдавского княжества с Валахией до 1881 года, когда Румыния была провозглашена королевством.
На Северо-Восточную Русь титул проник из западно-русского языка в XV веке. Возможно, это было связано с женитьбой великого князя московского Василия I на дочери великого князя Литовского Витовта, часто величаемого господарем, — Софье. Ко второй половине XV века относится закрепление титула «господарь» за удельными князьями Северо-Восточной Руси и великими князьями тверскими, а также за Великим Новгородом. Позднее Господарь Великий Новгород трансформировался в Господин Великий Новгород. На рубеже XV—XVI веков наряду с титулом господаря появляется предположительно образованный от него титул «государь», который в начале XVII века полностью вытеснил «господаря». На основании письменных документов рубежа XVI—XVII установлено, что ударение в первом слове в русском языке падало на предпоследний слог — госпо́дарь.

### Носители
- Великий Новгород в XV веке
- Гедиминовичи в XV—XV веках
- Пясты в XV веке
- Рюриковичи в XIV—XVII веках
- Балшичи в XIVвеке
- Черноевичи в XV веке
- Петровичи в XIX—XX веках
- Мушаты в XIV—XVI веках[6]

В Российской империи среди потомков молдавских господарей были такие княжеские роды, как Дабижа, Кантакузен, Кантемир, Маврокордато, Мурузи. Роды Дука и Стурдза княжеского достоинства в России не имели, несмотря на то, что их представители также находились на русской службе.